# Fucsina
Fucsina, ou hidrocloreto de rosanilina, é um corante de cor magenta com a fórmula química C20H19N3·HCl. Existem outros compostos similares e diferentes formulações de produtos corantes comercializados sob o nome comercial fucsina e múltiplos outros nomes comerciais para produtos contendo esta molécula. As variantes mais comuns são a fucsina básica, a fucsina ácida e a neo-fucsina.

## Características e uso
A fucsina adquire a cor magenta quando dissolvida em água; quando sob a forma sólida, forma cristais de cor verde-escuro. Para além do seu uso como corante para têxteis, a fucsina é utilizada para fins biológicos como reagente para coloração de bactérias e por vezes como desinfectante.
A fucsina é um dos componentes do teste de Schiff e é correntemente utilizada no processo de determinação da coloração de Gram em bactérias. As designações neo-fucsina (também designada por nova fucsina) e fucsina ácida referem-se a compostos pertencentes ao mesmo grupo químico da fucsina.
Na literatura referente à corantes utilizados em microscopia biológica e em bacteriologia, o nome do composto é frequentemente escrito como fucsin, o que é incorrecto, já que a terminação indica que se trata de um composto pertencente ao grupo das aminas. A grafia correcta é fucsina, designação correntemente utilizada na indústria dos corantes.

## História
O nome de fucsina foi dada ao composto pelo seu primeiro fabricante, a firma Renard frères et Franc. Aparentemente e etimologia do nome resulta da semelhança da cor da sua solução com a cor das flores das plantas do género Fuchsia, cujo nome foi atribuído em honra do botânico Leonhart Fuchs. Uma explicação alternativa atribuiu a origem do nome a uma tradução para a língua alemã do nome da firma, já que renard (em português: raposa) corresponde à palavra alemã Fuchs. Um artigo publicado em 1861 no Répertoire de Pharmacie afirma que o nome foi escolhido por ambas as razões.

## Variantes
A fucsina básica é uma mistura de rosanilina, pararosanilina, nova fucsina e Magenta II. As formulações utilizáveis para fazer o reagente de Schiff devem ter um elevado teor de pararosanilina. A composição da fucsina básica tende a variar ligeiramente em função do fabricante e fornecedor, variação que se encontra mesmo entre lotes com a mesma origem. Quando em soluções contendo fenol com acentuador, a fucsina básica recebe por vezes a designação de fucsina carbólica, sendo frequentemente utilizada na coloração das bactérias do género Mycobacterium, causadoras de tuberculose.
A fucsina ácida é uma mistura de homólogos da fucsina básica modificados pela adição de grupos sulfonil. Apesar da adição resultar na formação de 12 isómeros diferentes, todos eles funcionam bem como corantes, produzindo a mesma cor, apesar das pequenas variações nas suas propriedade físico-químicas.